# Королівська принцеса

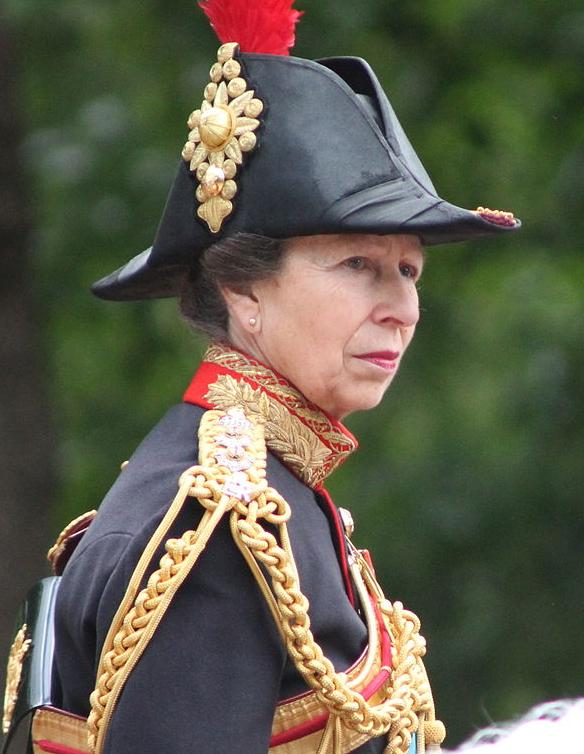
Принцеса Анна, чинна носійка титулу

Королівська принцеса (англ. Princess Royal) — титул, що надається британськими монархами своїм старшим дочкам. Започаткований королем Англії Карлом I для дочки Марії у 1642 році. За весь час титул належав сімом принцесам. Станом на зараз титулом володіє принцеса Анна — дочка королеви Єлизавети II та принца Філіпа. Титулом може одночасно володіти тільки одна королівська особа.

## Історія
Титул Королівська принцеса з'явився 1642 року, коли королева Англії та Шотландії Генрієтта Марія Французька, дочка французького короля Генріха IV і дружина Карла I, захотіла ввести новий титул для своєї старшої дочки за французьким зразком, де старша дочка монарха мала титул Madame Royale.
Принцеса Марія (пізніше королева Марія II), старша дочка Якова II, та принцеса Софія Доротея, єдина дочка Георга I, мали право на титул, але не отримали його, оскільки тоді Марія вже була принцесою Оранською, а Софія Доротея — королевою Пруссії.
Принцеса Луїза Марія, молодша дочка Якова II, що народилася після втрати батьком влади внаслідок Славної революції, була названа королівською принцесою вже під час перебування колишнього короля у засланні в Сен-Жермен-ан-Ле, і її титул був прийнятий якобітами, хоча вона не була старшою серед живих дочок свого батька.
Ще до впровадження титулу королівської принцеси старші дочки англійських монархів мали особливий статус відповідно до законів. Згідно з Великою хартією вольностей, перше весілля старшої дочки короля мають профінансувати барони королівства. Відповідно до закону 1351 року, спати зі старшою дочкою короля до її одруження вважалося державною зрадою і каралося смертною карою.

## Список королівських принцес
| № | Ім'я роки життя                            | Портрет | Дата надання титулу | Монарх, що надав титул | Дата шлюбу    | Чоловік                          |
| - | ------------------------------------------ | ------- | ------------------- | ---------------------- | ------------- | -------------------------------- |
| 1 | Марія (1631—1660)                          |         | 1642                | Карл I                 | 1641          | Вільгельм II Оранський           |
|   | Луїза Марія (1692—1712)                    |         | 1692                | Яків II                | —             | —                                |
| 2 | Анна (1709—1759)                           |         | 1727                | Георг II               | 1734          | Вільгельм IV Оранський           |
| 3 | Шарлотта (1766—1828)                       |         | 1789                | Георг III              | 1797          | Фрідріх I, король Вюртембергу    |
| 4 | Вікторія Саксен-Кобург-Готська (1840—1901) |         | 1841                | Вікторія               | 1858          | Фрідріх III, імператор Німеччини |
| 5 | Луїза (1867—1931)                          |         | 1905                | Едуард VIII            | 1889          | Александр Дафф, 1-й герцог Файф  |
| 6 | Марія (1897—1965)                          |         | 1932                | Георг V                | 1922          | Генрі Ласеллс, 6-й граф Гервуд   |
| 7 | Анна (1950—дотепер)                        |         | 1987                | Єлизавета II           | 1973          | Марк Філліпс                     |
| 7 | Анна (1950—дотепер)                        | 1992    | 1987                | Єлизавета II           | Тімоті Лоренс |                                  |